# International Game Developers Association
La International Game Developers Association o Asociación Internacional de Desarrolladores de Juegos (IGDA) es una asociación profesional sin fines de lucro cuya misión es "apoyar y capacitar a los desarrolladores de juegos de todo el mundo para lograr carreras satisfactorias y sostenibles".
En Estados Unidos la IGDA está incorporada como una organización sin fines de lucro. Están registrados más de 12,000 miembros de todos los campos de la industria. En reconocimiento de la naturaleza amplia y multidisciplinaria del entretenimiento interactivo, todos los que participen de alguna manera en el proceso de desarrollo del juego pueden unirse a la IGDA.

## Historia
La IGDA fue fundada en 1994 por Ernest W. Adams y fue inicialmente conocido como la Asociación de Desarrolladores de Juegos de Computadora (CGDA).
Siguiendo el modelo de la Association for Computing Machinery, Adams imaginó la asociación como un organismo para apoyar las carreras e intereses de los desarrolladores individuales, en lugar de ser una organización comercial o un grupo de defensa de las empresas.
La necesidad de una asociación profesional para desarrolladores de juegos no era evidente hasta que las audiencias del Congreso sobre Mortal Kombat y otras leyes de videojuegos se volvieron comunes en la década de 1990. Con la legislación que afecta a la industria del desarrollo de juegos, el IGDA se convirtió en una voz más organizada para los desarrolladores de juegos de computadora, ya que se fusionó con la Computer Entertainment Developers Association y creció de 300 miembros a más de 12,000 miembros en los siguientes quince años.
En diciembre de 2012, Kate Edwards fue nombrada directora ejecutiva después de que Gordon Bellamy, el anterior director ejecutivo, dejara el cargo en julio de ese año para unirse a Tencent.
Desde julio de 2014 la asociación ha estado trabajando con el FBI para lidiar con el acoso en línea de los desarrolladores; Kate Edwards había sido contactada por la oficina de San Diego Comic-Con International.
En septiembre de 2017, Jennifer MacLean fue nombrada directora ejecutiva interina después de dirigir la Fundación IGDA durante más de un año. Fue confirmada como directora ejecutiva permanente en febrero de 2018.